# François Darlan
Pour les articles homonymes, voir Darlan.
François Darlan, né le 7 août 1881 à Nérac (Lot-et-Garonne) et mort assassiné le 24 décembre 1942 à Alger, est un amiral et un homme d'État français.
Chef de la Marine française au début de la Seconde Guerre mondiale, il est ministre de la Marine du premier gouvernement du régime de Vichy puis, en février 1941, chef du gouvernement vichyste où il s'investit dans la politique de collaboration du maréchal Pétain avec l'Allemagne nazie.
Remplacé par Pierre Laval en avril 1942 Darlan reste commandant en chef des forces de Vichy. Présent fortuitement à Alger lors du débarquement allié en Afrique du Nord en novembre 1942, il se rallie avec réticences et hésitations aux Alliés. L'amiral exerce dès lors le pouvoir sur une partie des colonies africaines de la France, avant d'être assassiné quelques semaines plus tard.

## Jeunesse et famille
Né à Nérac, sous-préfecture du Lot-et-Garonne, il est le fils de Jean-Baptiste Darlan (1848-1912), notaire puis avocat, devenu maire de la ville un an avant sa naissance puis député républicain progressiste et garde des Sceaux. François Darlan a grandi en milieu républicain et franc-maçon. Orphelin de mère (comme Philippe Pétain) dès son plus jeune âge, il est placé en pension à l'âge de dix ans. Par sa famille paternelle, il est issu d'une lignée maritime : son grand-père, Sabin Morlan, fut capitaine au long cours et armateur, son arrière-grand-père, Antoine Darlan, servait comme quartier-maitre canonnier à bord du Redoutable lors de la bataille de Trafalgar (1805), et le père de celui-ci commandait un voilier au long cours en 1792. Par sa famille maternelle, il descend d'une famille clairacaise, les Espagnac.

## Début de carrière
Entré à l'École navale en 1899, François Darlan en sort en 1901 et part servir l'année suivante en Extrême-Orient. De 1902 à 1904, il participe à la campagne de Chine, naviguant successivement sur quatre croiseurs : Le  Châteaurenault, le D'Entrecastreaux, le Bugeaud et le Montcalm. Nommé enseigne de vaisseau en octobre 1904, il entre à l'école de canonnage à Toulon. Il en sort premier après 17 mois de formation et est réaffecté, à sa demande, en Extrême Orient. Il navigue alors sur différents navires, parcourant même sur une jonque chinoise 2 000 km sur le Yang-Tsé-Kiang. Il est rappelé en France en 1908 et va assurer des formations au pilotage sur l'aviso Chamois puis est affecté comme canonnier sur le croiseur-cuirassé Waldeck-Rousseau. Lieutenant de vaisseau en 1912, il est affecté comme instructeur des élèves-officiers sur le croiseur et navire-école Jeanne d'Arc avec laquelle il effectue deux campagnes en Atlantique, en Méditerranée et dans l'océan Indien.

## Canonnier à terre pendant la Première Guerre mondiale
Se portant volontaire au début de la Première Guerre mondiale pour combattre sur le front, François Darlan va servir comme canonnier, à terre, pendant tout le conflit. Il est affecté en septembre 1914 sur une batterie d'artillerie de marine longue portée à proximité de Toul en Meurthe-et-Moselle. Puis il prend le commandement de la 7e batterie du 1er régiment de canonniers marins se battant sur la Meuse et en Haute-Alsace. Il reçoit deux citations à l'ordre de l'armée et est décoré de la Légion d'honneur pour faits de guerre en mai 1915. En 1916, il installe des batteries de marine à Salonique avec l'armée française d'Orient. En 1917, il se bat à Verdun, en Champagne puis en Belgique, commandant les canonniers marins de la Première armée. En 1918, il se bat à différents endroits du front dont Compiègne et l'Argonne. Le 30 juillet il est promu capitaine de frégate avec la citation « Officier de tout premier ordre ayant les qualités du chef: énergie, sang-froid et esprit de décision ».

## Entre-deux-guerres

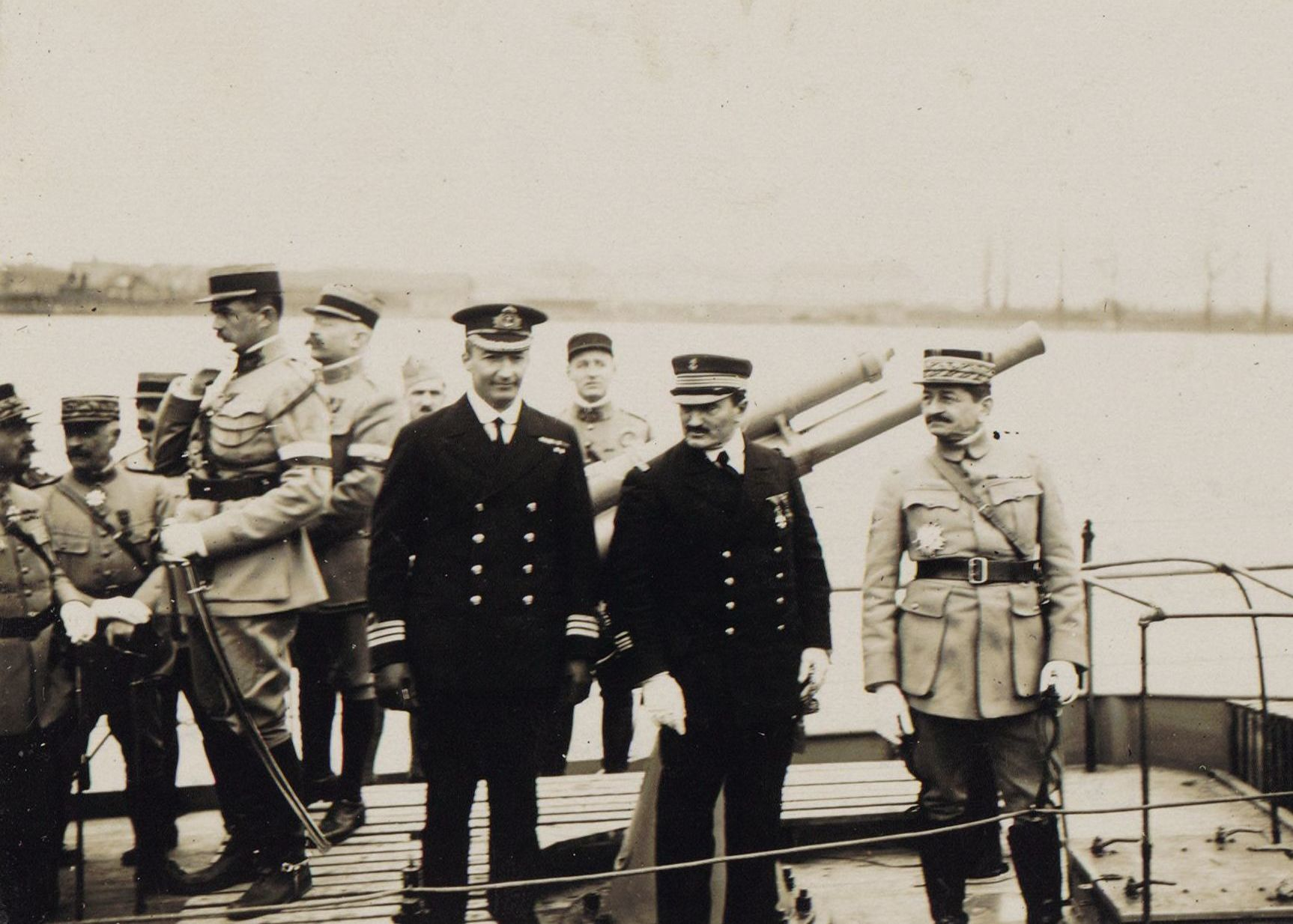
Revue de la flottille alliée sur le Rhin à Mayence le 23/4/1919. Au premier plan, le lieutenant de vaisseau Darlan, à côté du général Mangin et du commander britannique Achison.

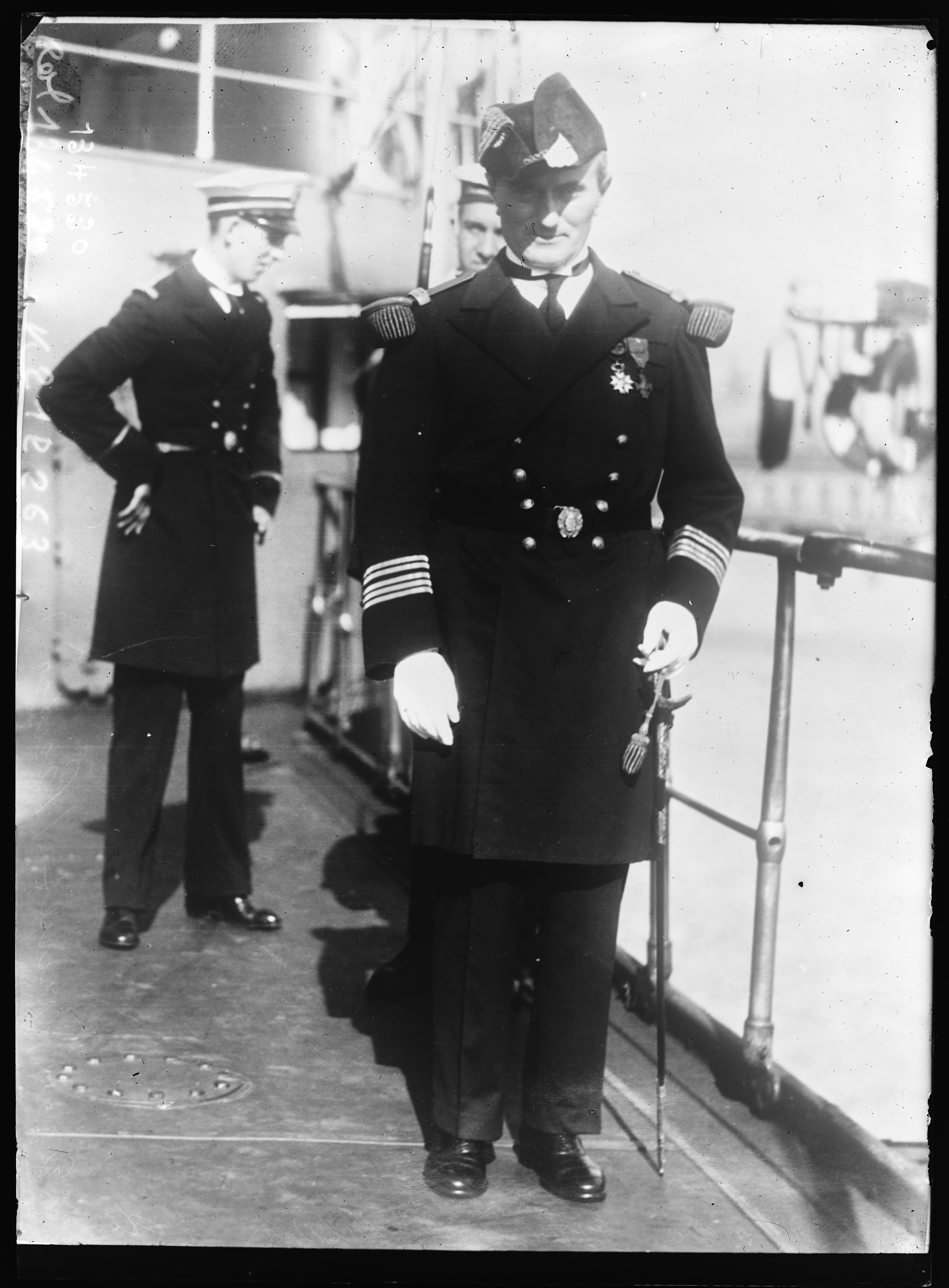
Le capitaine de vaisseau François Darlan, commandant de l'Edgar Quinet en 1928.

Après l'armistice et jusqu'en décembre 1920, il commande la flottille du Rhin nouvellement constituée. Nommé capitaine de frégate, il repart en Extrême Orient, prenant le commandement de l'aviso Altair et devenant également chef d'état-major des forces navales françaises d'Extrême Orient. En 1922, il est rappelé en métropole, prenant le commandement de l'école de pilotage et des deux navires qui lui sont affectés, le Chamois et l'Ancre. En 1925, il est auditeur au Centre des hautes études navales dont il sort premier de sa promotion avec le satisfecit « Un des chefs de la marine de demain », puis à la fin de l'année, il est nommé chef d'état-major de la 3e division de ligne de l'escadre de la Méditerranée. Il n'y reste que quelques semaines, étant dès décembre, appelé  par Georges Leygues qui vient d'être, le mois précédent, renommé ministre de la Marine. Il sera chef adjoint puis chef du cabinet militaire du ministre presque sans interruption de 1926 à 1934. Il va ainsi bénéficier de la protection de cet ami de son père (tous les deux avocats et députés républicains progressistes du Lot-et-Garonne) durant la longue occupation du ministère par Georges Leygues sous la Troisième République.

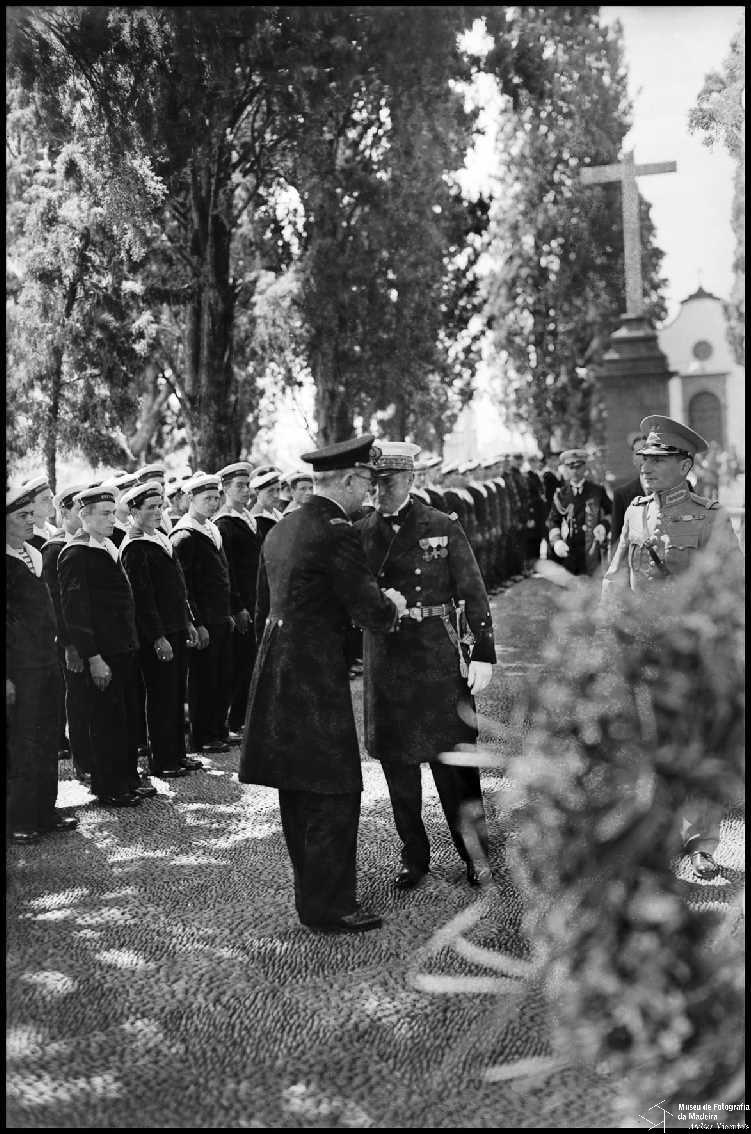
L'amiral Darlan en visite sur l'île portugaise de Madère en mai 1935, salue Augusto Goulart de Medeiros, gouverneur civil.

Opportuniste, il sert des « ministres issus de familles politiques diverses », de centre-droit comme de centre-gauche. Passant dans les cabinets de Georges Leygues et d'Albert Sarraut, il connaît un avancement rapide : contre-amiral en 1929, vice-amiral en 1932. De 1934 à 1936, il commande à Brest l'escadre de l'Atlantique, il prend rang et appellation de vice-amiral d'escadre en 1936 durant son mandat, puis est nommé commandant en chef de la marine nationale en 1937, et il prend rang et appellation d'amiral simultanément.
Au lendemain de l'avènement du Front populaire, son image de républicain le désigne comme candidat aux fonctions de chef d'état-major de la marine. Cet avancement, dû pour une grande part à une carrière dans les cabinets ministériels, lui vaut cette remarque de la part de ses adversaires « La France a trois amiraux : Esteva, qui n'a jamais connu l'amour ; Darlan, qui n'a jamais connu la mer, et le vrai loup de mer qui a bourlingué toute sa vie et qui, lui, n'a jamais connu Darlan. » Le 6 juin 1939, il est fait « amiral de la flotte » (pour pouvoir notamment négocier d'égal à égal avec le chef d'état-major de la Royal Navy, qui avait le grade d'admiral of the fleet).
Agnostique, proche de la tendance radical socialiste[source insuffisante], Darlan est attaché aux valeurs de laïcité (mais n'est pas hostile à l'Église), de petite propriété, de patriotisme et de morale. L'écrivain Simon Epstein affirme que François Darlan était apprécié de Léon Blum et fut pendant la guerre d'Espagne favorable aux républicains espagnols.
Dans les conférences internationales de l'entre-deux-guerres, Darlan défend vigoureusement le droit pour la France de disposer d'une marine puissante face aux prétentions des Britanniques.
Au cours de sa carrière, Darlan fait construire de nouvelles unités navales et en profite, à l'occasion des nominations qui en découlent, pour tisser un réseau de relations, composé d'officiers de Marine dont il favorise l'avancement (les proches sont surnommés « ADD », c'est-à-dire « Amis de Darlan », ceux du sérail « ADF », « Amis de François »). En 1939, grâce à Darlan, la France possède l'une des plus puissantes marines de son histoire (même si elle manque de moyens aéronavals). En tonnage, la Marine nationale française occupe le 4e rang mondial derrière la Royal Navy britannique, l'United States Navy des États-Unis et la Marine impériale japonaise et devant la Regia Marina italienne. Visitant le QG de Darlan durant la drôle de guerre (le 5 mai 1940), Philippe Pétain, reçu avec égard, se serait écrié : « Enfin quelque chose qui marche ! ».

## L'Armistice et le régime de Vichy

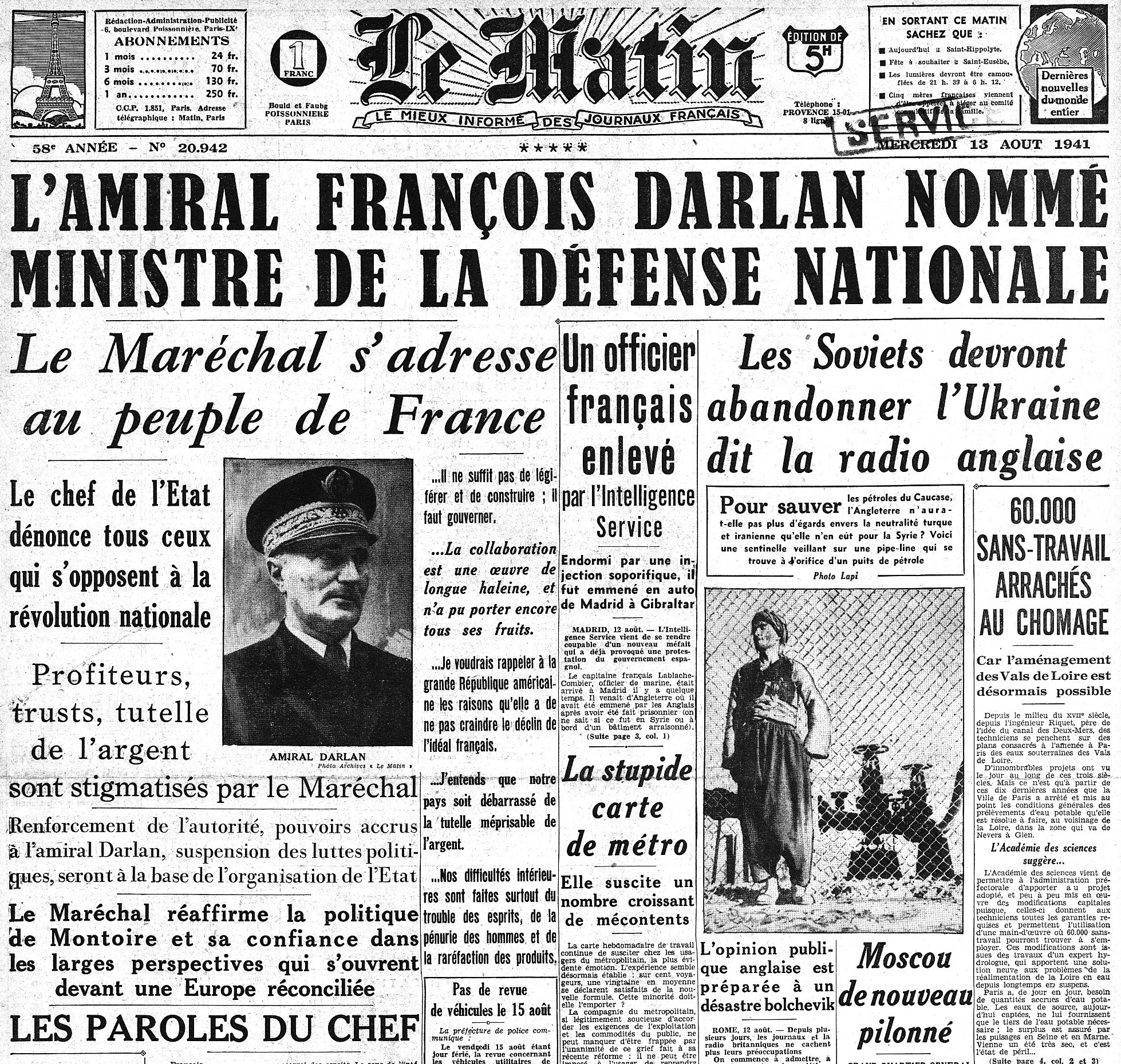
Une du journal Le Matin du 13 août 1941, annonçant la nomination de l'amiral François Darlan comme ministre de la Défense nationale du régime de Vichy.

Le 14 juin 1940, l'amiral Darlan refuse d'envoyer la flotte de Toulon à Bordeaux, pour l'évacuation d'unités militaires constituées pour l'Afrique du Nord, malgré les instructions de Paul Reynaud, Président du Conseil (chef du gouvernement). Après avoir envisagé de continuer la guerre (le 18 juin 1940, Darlan refuse dans un premier temps l'appel à cesser le combat diffusé la veille par Pétain et la marine poursuit la guerre, ce qui permet notamment à trois navires de quitter Brest avec 1 100 tonnes d'or de la Banque de France, mises en sécurité au Sénégal), une fois la défaite consommée, ayant obtenu son entrée au ministère et la sauvegarde de la flotte, il soutient la demande d'armistice. Par la suite, révolté par l'attaque britannique de Mers el-Kébir, il s'estime trahi par ses anciens compagnons d'armes britanniques, et voudrait que la France déclare la guerre au Royaume-Uni, oubliant les multiples demandes britanniques depuis le 11 juin 1940 et le traité d'alliance du 28 mars 1940 qui n'a pas été respecté. Pétain le calme en lui déclarant « Une défaite suffit », et Darlan n'obtient que des représailles françaises purement symboliques, le Conseil des ministres se prononçant pour une rupture des relations diplomatiques, malgré les réticences du Président de la République Albert Lebrun.
Darlan devient ministre des marines marchande et militaire du premier gouvernement Pétain, puis du gouvernement de Vichy. Le 10 février 1941, il succède à Pierre-Étienne Flandin comme chef du Gouvernement. Sa nomination marque aussi la présence importante des amiraux à Vichy avec Platon, Auphan et Esteva.
Après le renvoi de Pierre Laval le 13 décembre 1940, il devient le successeur désigné de Philippe Pétain par l’acte constitutionnel 4 quater du même jour. Darlan dirige le gouvernement jusqu’en avril 1942, jour où il doit à son tour démissionner au profit de Pierre Laval dont l'Allemagne a imposé le retour et qui est nommé le 18 avril 1942. L'amiral Darlan reste tout de même successeur désigné du chef de l’État, et devient commandant en chef des forces françaises de Vichy.

### La collaboration
La nouvelle Marine française, tout comme l'Empire colonial, se trouve à la base de la politique de collaboration menée en grande partie à l’initiative de Darlan, à la suite de sa nomination comme vice-président du Conseil. Cette politique constitue l'application militaire de la politique de collaboration fixée publiquement par Pétain, le 30 octobre 1940, au lendemain de l'entrevue de Montoire entre ce dernier et Adolf Hitler.

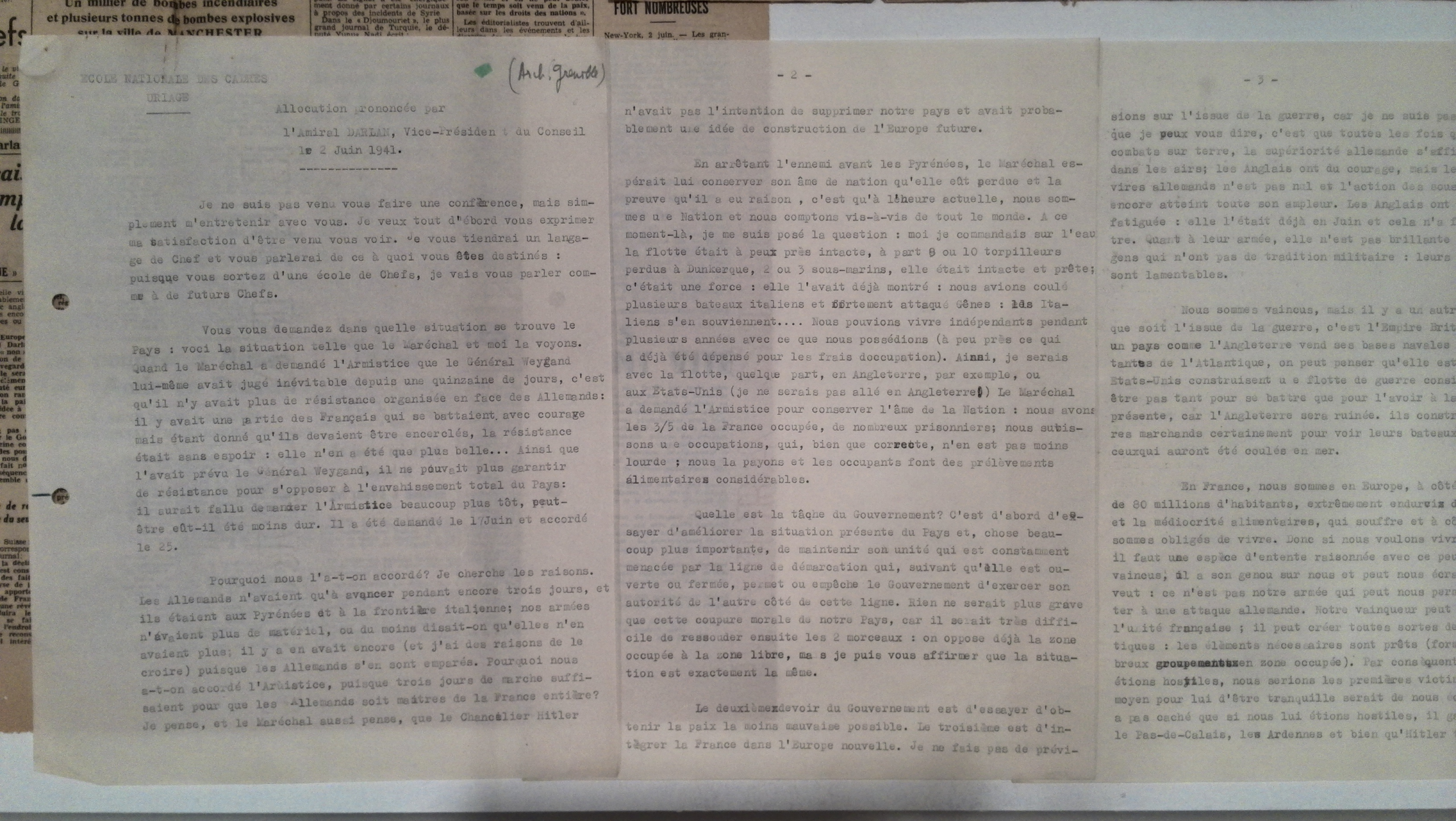
Extrait du discours de l'Amiral Darlan à l'École des cadres d'Uriage, 1941.

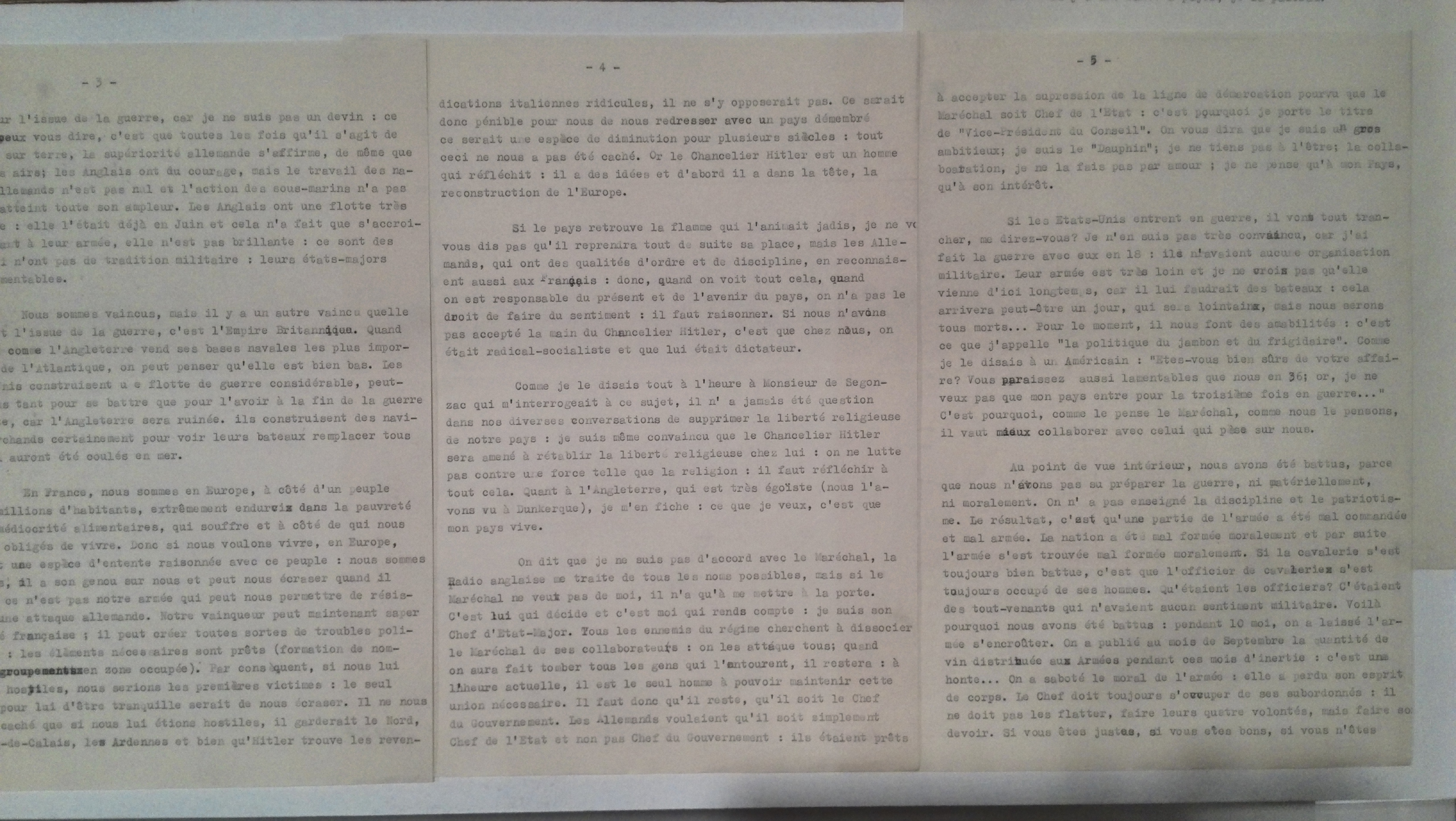
Extrait (2) du discours de l'Amiral Darlan à l'École des cadres d'Uriage (1941).

Le 25 décembre 1940, Darlan se rend à Beauvais pour rencontrer Hitler, afin de confirmer la pleine collaboration du régime de Vichy. En échange de la collaboration économique et militaire avec l'Allemagne, il espère obtenir une révision de l’Armistice. Pour lui, la guerre devrait à la longue être épuisante pour le Royaume-Uni, et celui-ci devrait finalement abandonner l'Europe continentale aux Allemands, tandis que les États-Unis contrôleraient les mers, le conflit passant à une phase intercontinentale. La France doit, pour éviter que le Royaume-Uni et l'Allemagne s'entendent aux dépens de l'Empire français, se rapprocher politiquement de l'Allemagne. Et pour conserver une flotte nécessaire aux Allemands pour contrôler les mers, lorsque la guerre aura atteint sa phase intercontinentale, la France doit éviter tout retour dans le conflit, donc conserver une neutralité militaire stricte, préservant ainsi également l'Empire. Il plaide pour la collaboration avec l'Allemagne, estimant que la France doit participer à l'établissement d'un Ordre nouveau où la France utiliserait son Empire et sa flotte pour protéger l'Europe, sous domination du Reich.
À compter du 10 février 1941, Darlan a un pouvoir considérable puisqu'il cumule quatre portefeuilles ministériels, ceux de la Marine, des Affaires étrangères, de l'Intérieur et de l'Information.
Il est parmi les artisans de la création, en mars 1941 du Commissaire général aux Questions juives qui est confié à Xavier Vallat. En avril 1941, il plaide auprès de l'Allemagne pour que la France, dotée d'un régime autoritaire, participe à une union douanière européenne, en faisant bénéficier l'Europe de son empire colonial. Il sous-estime cependant la méfiance d'Hitler vis-à-vis de la France.
Lors du coup d’État anti-britannique de Rachid Ali en Irak, le 3 avril 1941, alors que le Royaume-Uni semble affaibli, Darlan escompte pouvoir obtenir la réduction des contraintes résultant de l’Armistice, en échange de la livraison à l'Allemagne d'une base aérienne en Syrie-Liban et de stocks d'armes des forces françaises du Levant à ses alliés irakiens anti-britanniques. À cet effet, il rend visite à Hitler à Berchtesgaden le 11 mai 1941, pour accorder, sans hésitation, l'accès au Levant à l'armée allemande, cela malgré l'opposition du général Dentz qui souligne là une violation des clauses de l'armistice du 22 juin 1940. Après quoi, le 14 mai, il plaide devant le Conseil des ministres pour une collaboration élargie. Le 15 mai 1941 Pétain envoie une lettre personnelle à Dentz disant : « Je tiens à insister personnellement auprès de vous sur la haute portée des négociations que conduit actuellement l'Amiral et sur la volonté que j'ai personnellement de poursuivre sans arrière-pensées cette politique de collaboration ».
Les protocoles de Paris sont signés le 28 mai 1941 par Darlan et Otto Abetz, ambassadeur du Troisième Reich à Paris. Par anticipation sur ces accords (partie 1), et avec l'approbation active de Pétain, qui en adresse directement l'ordre au général Dentz, une base a été livrée à la Luftwaffe à Alep en Syrie, tandis que des véhicules, de l'artillerie et des munitions sont cédés aux Allemands, en Afrique du Nord, ainsi qu'en Syrie, aux Irakiens en lutte contre le Royaume-Uni.
Les autres parties du protocole signé à Paris par Darlan prévoient aussi la livraison aux Allemands de bases navales à Bizerte et Dakar (parties 2 et 3). Ces textes prévoient même qu'en cas de riposte des Britanniques ou des Américains (à ce moment ces derniers sont pourtant encore neutres) contre les bases ainsi transférées aux Allemands, les forces de Vichy devront les défendre.
En fait de « contrepartie » de ses concessions, Darlan n'obtient que l'autorisation de transférer en Afrique française 10 000 hommes pour la défendre contre les Alliés, et dans le même but, la libération de 961 officiers, dont le général Juin expressément désigné ; mais aucune libération massive des prisonniers français. Ainsi ce marché de dupes n'aboutit-il qu'à aider l'Allemagne, et à engager davantage les forces de Vichy dans la collaboration, avec le risque de riposte britannique et américaine. Leur application prématurée au seul Levant a d'ailleurs eu pour conséquence la campagne de Syrie.
Le risque grave de cobelligérance avec l'Allemagne impliqué par ces textes, en l'absence de toute contrepartie sérieuse, est dénoncé par Weygand. Quant au gouvernement de Vichy, il s'abstint de ratifier ce texte, en invoquant la nécessité de concessions plus importantes. Dans ce cadre, et après la perte de la Syrie (Damas est conquise le 21 juin, veille de l’invasion de l’URSS par Hitler), Darlan fait monter les enchères à partir du 8 juillet. Pour l’application de la partie 2 du protocole (Bizerte) et 3 (Dakar), il réclame de substantielles concessions économiques et politiques à même d’amadouer l’opinion publique française. Entre-temps, Hitler à la suite de l’opération Barbarossa a de lui-même renoncé à Dakar. Darlan précise ses demandes dans une note verbale du 14 juillet, remise à Abetz : il s’agit de remplacer l’accord d’armistice par un traité prévoyant la souveraineté et la coopération de la France. L’Allemagne refuse toute concession en échange de la seule Bizerte, assimile la note à une « naïve tentative de chantage » et Abetz reçoit l’ordre de se montrer plus réservé (ne surtout pas promettre une paix généreuse à la France).
Les accords Darlan-Kato, signés le 29 juillet 1941, régissent les relations entre l’empire du Japon et le gouvernement de Vichy sur le territoire de l’Indochine française à la suite de l’installation japonaise de 1940.
Bien que marqué par la perte du Levant et l’échec des Protocoles de Paris, Darlan se ressaisit, convaincu de la justesse de sa politique. Il lui fallait rester allié à l'Allemagne pour ne pas perdre l'Afrique, ni sa place dans le gouvernement de Vichy. Il renforce son pouvoir et devient ministre de la Défense nationale. Il peut ainsi déterminer l’emploi des forces armées et leur organisation générale, ainsi que les conditions de leur emploi. Les relations entre marine et Armée de terre sont peu cordiales, les militaires supportant mal d’être commandés par un marin. Darlan entre en conflit ouvert avec les généraux Weygand et Huntziger. Le hasard sert Darlan avec la  mort dans un accident d'avion d'Huntziger. Quant à Weygand, les manœuvres de l'amiral auprès des Allemands aboutissent à son rappel, à la suite d'un ultimatum allemand. Juin, libéré en application des Protocoles de Paris, est aussitôt nommé au commandement supérieur en Afrique du Nord.

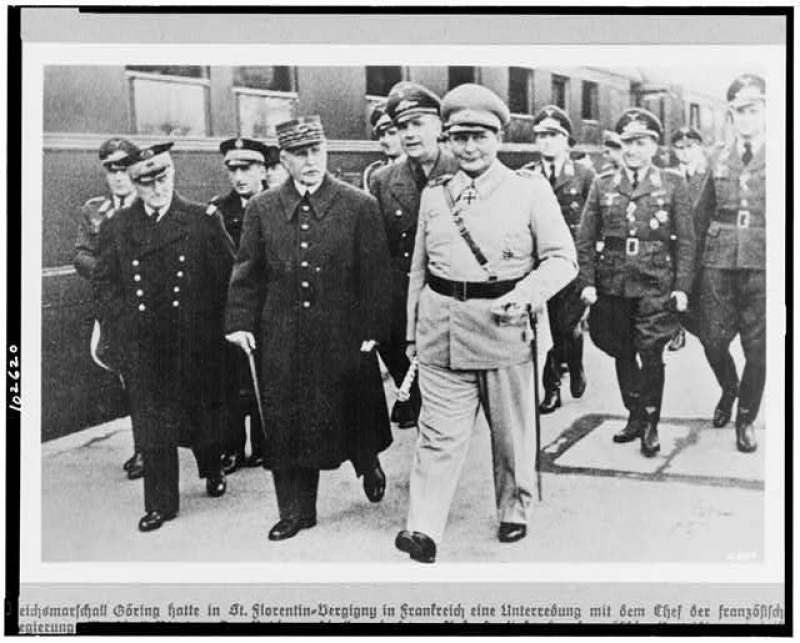
Le Reichsmarschall Göring s'entretient à Saint-Florentin-Vergigny en France avec le chef du gouvernement français, le maréchal Pétain, à gauche l'amiral François Darlan.

Le 1er décembre 1941, les difficultés de Rommel en Afrique relancent les négociations : une rencontre a lieu à Saint-Florentin, dans l'Yonne, entre Darlan, Pétain et Goering. Pétain remet alors au maréchal du Reich un mémorandum en sept points reprenant le contentieux ancien pour obtenir une collaboration politique sincère sur les bases de la reconnaissance de la souveraineté française sur l’ensemble du territoire, de la fin de l’Ostdeutsche Landbewirtschaftung-gesellschaft, de la disparition de la ligne de démarcation, d'assouplissements économiques et de la libération des prisonniers. Ce mémorandum est refusé par Goering.
Le 10 décembre 1941, Darlan rencontre Galeazzo Ciano, le ministre italien des Affaires étrangères, à Turin. Ciano écrit plus tard : « C'est extraordinaire de voir devant moi cet Amiral Darlan, je ne me doutais pas de la haine qu'il portait à l'Angleterre, la victoire de l'Axe, il l'appelait de tous ses vœux ».
Négative sur le plan des concessions politiques, la concertation débouche sur des conversations militaires concernant la défense de l'Empire. N'excluant plus le repli de Rommel en Tunisie, des négociations sont menées avec le général Juin, le 20 décembre à Berlin, pour une éventuelle participation française à la guerre en Afrique. Au cas où Rommel serait rejeté en Tunisie, les troupes françaises devraient intervenir pour combattre aux côtés des Allemands contre les troupes britanniques. C'est d'ailleurs ce qui se produit le 8 novembre 1942, où les généraux de Vichy combattent le débarquement allié au Maroc tandis qu'ils livrent, sans résistance, la Tunisie aux troupes germano-italiennes.
Il s’agit là, pour la France, comme lors des protocoles de Paris, d’un accord de cobelligérance avec les Allemands, alors que les concessions politiques demandées à l'Allemagne en contrepartie sont rejetées. Darlan négocie alors des compensations d’ordre uniquement militaire, mais qui, en dépassant largement le cadre du deuxième protocole de Paris, rendent inévitable une guerre avec les États-Unis et le Royaume-Uni.
La méfiance d'Hitler à l'égard de la France exclut toute possibilité d'une France alliée de l'Allemagne et les propositions de Darlan restent, une fois de plus, lettre morte.
En ce début de 1942, Hitler ne croit plus avoir besoin des Français, du fait de l'affaiblissement des Britanniques.
À la fin de février 1942, la politique de Darlan est un échec complet. Les Allemands ont rompu définitivement le contact. La situation de la marine française ne cesse de se dégrader. Les bâtiments de Toulon ne disposent que de deux pleins de mazout alors que les stocks du Maroc sont déjà épuisés[réf. nécessaire]. La flotte française, en cas de reprise des hostilités, serait dans la même situation que la flotte italienne : en dépendance totale à l’égard de l’Allemagne pour le carburant et pour la couverture aérienne.
Par ailleurs Darlan, par ses demandes de concessions, irrite les Allemands qui exigent le retour de Laval au pouvoir. Darlan n'est pas pour autant mieux vu des Britanniques qui lui reprochent les accords de Paris et la livraison de matériel aux Irakiens puis aux Germano-Italiens. Il est en butte à l'hostilité d’une partie de l'Armée et de l'entourage du chef de l’État. Il souffre de surcroît d'une certaine impopularité, du fait de la détérioration des conditions de vie des Français. Le 18 avril 1942, Pétain le remplace par Laval à la tête du gouvernement.

## Le changement de cap
Darlan a négocié son départ, et a gardé le rôle de commandant en chef des forces militaires. Non seulement il est chargé de l'organisation et de l'emploi des forces armées, mais encore des promotions. Darlan s'efforce de lutter contre la bureaucratie et de rajeunir les cadres de l’Armée en abaissant les limites d'âge. Il limite les défilés et les prises d’armes et veut réduire le nombre des états-majors. Il tient à créer un esprit interarmées. Il accorde une grande importance à la préparation d'opérations combinées mais il n’en reste pas moins le subordonné de Laval.

### La tentation d'un retournement
Darlan se livre à des spéculations sur l'avenir en un temps où la France risque de se retrouver plongée dans le conflit. Ainsi, dès la fin de 1941, Darlan aurait-il multiplié, à en croire son entourage, les propos désagréables à l’égard de l’Allemagne. Il laisse son fils Alain et l’amiral Raymond Fenard prendre officieusement contact avec le consul américain Robert Murphy. L’un et l’autre se seraient efforcés[réf. nécessaire] de convaincre le président Roosevelt, par l'intermédiaire de son consul à Alger, que Darlan croyait en la victoire alliée.
Début 1942, le chef du deuxième bureau de l’état-major à Vichy, le colonel Baril, rédige une « synthèse » sur la situation militaire mondiale et les perspective des belligérants, qui montre qu’une victoire de l’Axe est désormais impossible, après l’échec de la première campagne en Russie. Transmise à Darlan, sa lecture le met en fureur, selon le général Mast, car elle sapait les bases de sa politique de collaboration. Baril est immédiatement congédié et muté en Algérie.
Dans son ouvrage, l'historien Hubert Delpont publie également un long document autographe de l'amiral daté d'avril 1942 (archives de la marine, liasse Amiot, 142 GG 2 SHM folio 588 à 649) dans lequel ce dernier s'en prend violemment à la République et à la démocratie et où il théorise un national-socialisme à la française. Document essentiel, qui contredit la légende d'un homme proche des radicaux-socialistes et prêt à se rallier aux Alliés.
Le 4 novembre 1942, dans la soirée, Darlan reçoit un coup de téléphone du vice-amiral d'escadre Fenard depuis Alger : son fils Alain, atteint de poliomyélite, est hospitalisé depuis le 15 octobre à Alger ; son état est désespéré. Le 5 novembre, Darlan quitte à la hâte Vichy pour Alger. Escorté par son adjoint à la Marine et son directeur de cabinet, il emporte ses codes de communication avec Auphan (tout en laissant ceux des autres amiraux tels que Jean de Laborde), comme il le fait dans tous ses déplacements, même personnels, depuis qu'il est devenu ministre, puis commandant en chef.

### Le débarquement allié en Afrique du Nord
Dans la nuit du 7 au 8 novembre, ne tenant pas compte de l'absence de Giraud à Alger, un groupe de résistants algérois animé par Henri d'Astier de La Vigerie, en application des accords de Cherchell, fait occuper les points stratégiques d'Alger par 400 volontaires civils dirigés par des officiers de réserve, et arrêter les principaux généraux. Ainsi, Darlan (venu à l'improviste au chevet de son fils Alain, gravement malade) est-il arrêté, avec Juin, le futur commandant en chef du corps expéditionnaire français en Italie, par un groupe d'étudiants, menés par Bernard Pauphilet. Ne pouvant savoir qui sont ces étudiants ni pour qui ils agissent, le 14e corps d'armée concentre tous ses efforts à la libération de ses officiers généraux si bien que les Alliés qui avaient déjà débarqué sans opposition, encerclent Alger et en obtiennent la capitulation le soir même sans effusion de sang (contrairement aux autres points du débarquement où les forces vichystes ont ordonné de repousser les Alliés).
Ce coup de main audacieux fait que c'est en tant que prisonnier que Darlan se voit remettre à Alger par le consul américain Murphy, qui fut l'interlocuteur privilégié du général Weygand, le message du président Roosevelt lui demandant d'accueillir en amies les troupes débarquées. Darlan, mal informé par ses services, ne croyait pas que les Américains pourraient disposer des moyens maritimes suffisants pour intervenir du côté de l'Europe avant au moins un an ; mais les Britanniques y ont joint une partie de la Royal Navy. Mis devant le fait accompli, il considère le débarquement comme une agression ; prisonnier, il voit la demande de Roosevelt comme un chantage. Il pense à un coup d'État et s'arrange alors pour adresser à l'amirauté d'Alger, non contrôlée par le groupe d'Henri d'Astier, deux messages, dont l'un au moins, rédigé de sa main (et conservé), donne l'ordre à l'amirauté de résister aux Alliés (ce message est intercepté par les résistants). Enfin, après avoir été libéré au matin avec Juin par la garde mobile, il adresse dès 8 h à Vichy un télégramme demandant l'intervention de la Luftwaffe, l'aviation allemande, contre les convois alliés, et organise la reconquête de la ville contre le groupe de D'Astier.

### Au pouvoir à Alger
En raison du refus du général Giraud de quitter Gibraltar, le 8 novembre 1942, pour Alger où les résistants comptaient sur lui, Darlan, après avoir cessé le combat avec les alliés, se retrouve propulsé sur le devant de la scène. Pour les Américains, Murphy, Clark ou Ryder, il devient le seul interlocuteur susceptible, dans les jours suivant le débarquement, de mettre fin aux combats à Oran et au Maroc, où ses subordonnés ont accueilli les Alliés à coups de canon. Si l'amiral de la flotte, pris au piège, a accepté dès le 8 un cessez-le-feu pour la région d’Alger, il se refuse pendant les deux jours suivants, malgré les pressions et les menaces du général Clark, adjoint d'Eisenhower, à ordonner la suspension d’armes au Maroc et à l’ensemble de l’Algérie. Il ne se décide que sous la menace, le 10 novembre, à mettre fin au combat.
Giraud, arrivé à Alger le 9 novembre, après la bataille, en escomptant prendre le commandement des forces alliées, se rend compte que le jeu américain s'est recentré autour de Darlan. Dès le 10 novembre, un télégramme de Vichy désavoue Darlan et fait du général Charles Noguès le représentant du maréchal Pétain en Afrique. Sous la pression des Américains, une nouvelle organisation de commandement se met en place en Afrique : Darlan prend le titre de Haut-commissaire pour la France en Afrique, au nom du « Maréchal empêché », tandis que Giraud devient chef des forces armées françaises. Aussi Darlan, après avoir finalement ordonné le cessez-le-feu à Oran et au Maroc, il fait entrer l’Afrique française du Nord dans la lutte contre l’Axe. Grâce au soutien de Pierre Boisson, il obtient en outre le ralliement de l’Afrique-Occidentale française.
Le ralliement de Darlan soulage les chefs militaires vichystes, conscients d’aller à la défaite en cas de résistance prolongée. Pour les Alliés, si le ralliement de Darlan est plutôt mal vu par leurs opinions publiques, et considéré avec suspicion par leurs généraux, il permet de gagner du temps et d'épargner des vies. Au surplus Darlan vaincu a-t-il accordé aux Alliés des concessions encore plus larges que celles consenties par les résistants lors des accords secrets de Cherchell, deux semaines plus tôt. Reste dès lors le problème de la flotte de Toulon. Les Alliés espèrent son ralliement, avant tout pour obtenir sa neutralisation. Aussi les Alliés pressent-ils Darlan de lui ordonner d’appareiller, alors que Darlan ne veut la faire partir qu'en cas d'invasion de la zone sud, l'affirmant à plusieurs reprises le 10 novembre. Il sait qu'il doit déjà parvenir à faire confirmer sa légitimité sur les autorités militaires vichystes en Afrique. Au demeurant, il a peu de chance d'obtenir le ralliement de l'amiral collaborationniste Laborde (commandant la flotte de Toulon), avec lequel il a un conflit personnel, et qui n'écoute que Pétain. C'est donc le 11 novembre 1942 seulement que Darlan se décide, sous la pression des Alliés, à adresser un message à l’amiral Laborde. Invoquant la rupture de l’armistice et l’absence de liberté du maréchal, il invite le commandant en chef à diriger les navires vers l’Afrique-Occidentale française, et non vers l'Afrique du Nord. Le lendemain, Darlan renouvelle son appel dans les mêmes termes. Il se voit opposer une fin de non-recevoir.
Obéissant aux consignes de sabordage de 1940 (ordonnées par Darlan lui-même) prévoyant le cas où une puissance étrangère essayerait de s'emparer des bâtiments français, le sabordage de la flotte intervient le 27 novembre 1942 à Toulon lorsque les Allemands - ayant envahi la zone libre dès le 11 novembre sauf l'enclave constituée par le port - mettent à exécution l'opération Lila.
Le Haut-commissariat de France en Afrique du Nord se met en place en tant qu'organe exécutif et installe son siège dans l'ancien palais d’Été du dey. Nommé Secrétaire adjoint aux Affaires politiques, Henri d'Astier de La Vigerie se retrouve à la tête de la police et du renseignement  tandis que Jacques Lemaigre Dubreuil assume le rôle de délégué aux États-Unis. Bien que fermement désavoué par Vichy, Darlan prétend toujours gouverner au nom de Pétain, déclarant : « Nous avons tous admis que le Maréchal était toujours notre chef, mais que ce chef était moralement prisonnier ».

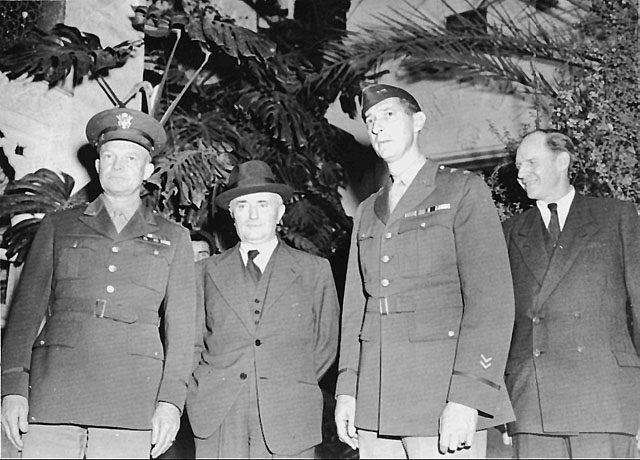
Négociations à Alger le 13 novembre 1942. De gauche à droite, le général Eisenhower, l'amiral Darlan, le général Mark W. Clark et M. Robert Murphy.

Darlan n'abroge pas les lois et « mesures » les plus vexatoires du régime de Vichy, les détenus politiques restant notamment maintenus dans les camps de concentration du Sud. Se justifiant du fait du contexte militaire en Tunisie, il refuse d'abolir le statut discriminatoire des Juifs et de revenir sur l'abrogation du décret Crémieux prononcée le 7 octobre 1940 et oppose le même refus aux demandes de Ferhat Abbas concernant l'émancipation des musulmans, maintenant l'ensemble des lois de Vichy (c'est seulement le 14 mars 1943 que le général Giraud, pressé par Jean Monnet, abroge les lois antisémites de Vichy).
Le changement de camp de Darlan en novembre 1942 a facilité l'entrée en guerre des forces françaises d'Afrique du Nord aux côtés des Alliés mais a aussi encouragé Roosevelt dans sa politique de dialogue avec Vichy et dans sa méfiance vis-à-vis des « ambitions dictatoriales » supposées de Charles de Gaulle. La position de Darlan est toutefois précaire, du fait d'un manque de reconnaissance internationale de son ralliement et de l'hostilité des opinions publiques des pays Alliés à la politique pro-Vichyste de leurs gouvernements, dénoncée par leurs correspondants de guerre. La non-démocratisation de l'Afrique du Nord et la politique de Darlan dans la « continuité étatique » de son passé collaborationniste à Vichy, empêchent le ralliement de l'armée d'Afrique aux Forces françaises libres. Les Gaullistes du groupe « Combat », menés par René Capitant, protestent contre cette « continuité » et distribuent des tracts hostiles ornés de slogans comme « Darlan au poteau » ou « l'amiral à la flotte ! ».

## L'assassinat de Darlan (24 décembre 1942)
Le 24 décembre 1942, Darlan est touché par deux balles de pistolet tirées par un jeune étudiant, Fernand Bonnier de La Chapelle, alors qu'il se trouve dans l'antichambre de son bureau du Haut-commissariat de France en Afrique du Nord. Transporté à l'hôpital militaire Maillot, il y meurt une demi-heure plus tard sans avoir repris connaissance.
Bonnier de La Chapelle, qui avait tiré à la courte paille avec trois de ses camarades du Corps franc fondé par Henri d'Astier de la Vigerie (Othon Gross, Robert Tournier et Philippe Ragueneau) pour désigner celui qui « aurait le privilège d'exécuter le traître Darlan », est arrêté sur place, puis jugé de manière expéditive par le tribunal militaire d'Alger : il est condamné à mort le 25 décembre, le lendemain de son arrestation et fusillé à l'aube du 26 décembre.
Cependant, le général Giraud qui succède à l'amiral Darlan soupçonne un complot plus large et charge de l'enquête le colonel Jean-Baptiste Laroubine, commissaire du Gouvernement et chef du parquet, ainsi que le commandant Albert-Jean Voituriez, juge d'instruction appelé du Maroc. En l'espace de quelques jours, le juge Voituriez met au jour un complot monarchiste au profit du comte de Paris dans lequel sont impliquées quatre royalistes : Henri d'Astier de La Vigerie, secrétaire d’État adjoint aux Affaires politiques et chef de Fernand Bonnier de La Chapelle, Alfred Pose, secrétaire d’État aux Affaires économiques, son directeur de cabinet Marc Jacquet et l'abbé Louis Cordier, secrétaire et ami d'Henri d'Astier, qui a armé Fernand Bonnier de La Chapelle et lui a fourni les plans du palais gouvernemental. Ils sont tous les quatre reconnus coupables d'avoir organisé un complot « dans le but de changer de gouvernement, complot qui a été suivi d'un acte destiné à en préparer l'exécution, à savoir : l'assassinat de Darlan, chef du gouvernement légalement établi ». Arrêtés, Henri d'Astier de La Vigerie et l'abbé Cordier font neuf mois de prison avant d'être libérés le 13 septembre 1943. Le général Giraud demande au juge de ne pas inquiéter Alfred Pose et Marc Jacquet qui soutiennent financièrement son gouvernement.
Quant à Fernand Bonnier de la Chapelle, il est réhabilité le 21 décembre 1945 par un arrêt de la Chambre des révisions de la cour d’appel d’Alger, qui juge qu'il a agi « dans l’intérêt de la libération de la France ».
D'après certains auteurs, le Special Operations Executive (SOE), organe des services de renseignements britanniques, serait à l'origine de l'assassinat, sous prétexte que les dernières paroles prononcées par ce dernier auraient été « Je savais que les Anglais m'auraient » et selon notamment l'auteur britannique Antony Verrier (en), le SOE aurait, sur ordre de Churchill, manipulé les exécutants sans qu'ils en aient conscience. Cependant, la redécouverte récente[Quand ?] du dossier d'instruction établi par le juge Voituriez en janvier 1943 écarte cette thèse.

## Obsèques et sépulture
Son cercueil est exposé une journée dans le grand hall du gouvernement général à Alger où une foule se presse pour lui rendre hommage. Le lendemain des honneurs militaires lui sont rendus, suivis d'obsèques solennelles dans la cathédrale d'Alger en présence du général Giraud, des autorités françaises et américaines. Il est ensuite inhumé à l'amirauté d'Alger,.
Il est réinhumé le 29 avril 1964 au cimetière militaire de Mers el-Kébir, près d'Oran, auprès des marins qui ont péri en juillet 1940 dans la bataille homonyme,.

## Décorations
- Médaille militaire en 1940
- Grand croix de la Légion d'honneur en 1937 (chevalier : 1915 ; officier : 1920 ; commandeur : 1930 ; grand officier : 1935)
- Croix de guerre 1914-1918
- Croix du combattant
- Médaille commémorative des Dardanelles
- Médaille interalliée de la Victoire
- Médaille commémorative de la Grande Guerre
- Officier du Mérite maritime
- Chevalier du Mérite agricole
- Ordre de la Francisque
- Chevalier grand-croix de l'ordre royal de Victoria (Royaume-Uni), décerné le 20 juillet 1938[42]

## Publication (préface)
- Espagnac du Ravay (pseudonyme du Commissaire général de la Marine Louis de La Monneraye, membre du cabinet de Darlan[43]), Vingt ans de politique navale (1919-1939), Arthaud Éditeur-Grenoble, 1941.

## Documentaire
- 2021 : Darlan, le troisième homme de Vichy réalisé par Jérôme Prieur en coproduction avec Mélisande Films et Histoire TV.

## Sources et bibliographie

### Reportage
- René Pierre-Gosset, Expédients provisoires, Fasquelle, Paris, 1945.

### Études historiques, essais, témoignages
- José Aboulker et Christine Levisse-Touzet, « 8 novembre 1942 : Les armées américaine et anglaise prennent Alger en quinze heures », Espoir, no 133, Paris, 2002.
- Geoffroy d'Astier de La Vigerie, L'exécution de Darlan, la fin d'une énigme, Librinova, 2022  (ISBN 979-10-405-1294-3)
- Jacques Cantier, L'Algérie sous le régime de Vichy, Odile Jacob, 2002.
- Arnaud de Chantérac, L'assassinat de Darlan, éd. Perrin, Paris, 1995.
- Hervé Coutau-Bégarie et Claude Huan, Darlan, Fayard, Paris, 1989.
- Bernard Costagliola (préf. Robert Paxton), La marine de Vichy : blocus et collaboration, juin 1940-novembre 1942, Paris, Tallandier, 2009, 433 p. (ISBN 978-2-84734-630-5, présentation en ligne). Réédition : Bernard Costagliola (préf. Robert Paxton), La marine de Vichy : blocus et collaboration, juin 1940-novembre 1942, Paris, CNRS Éditions, coll. « Biblis : histoire » (no 74), 2014, 433 p., poche (ISBN 978-2-271-08069-1).
- Bernard Costagliola (préf. Georges-Henri Soutou), Darlan : la Collaboration à tout prix, Paris, CNRS Éditions, 2015, 403 p. (ISBN 978-2-271-08318-0, présentation en ligne), [présentation en ligne].
- Yves Maxime Danan (préf. C.-A. Colliard), La vie politique à Alger de 1940 à 1944, Paris, Librairie générale de droit et de jurisprudence, coll. « Bibliothèque de droit public » (no LIII), 1963, VI-348 p. (présentation en ligne), [présentation en ligne].
- Hubert Delpont, Darlan, L'ambition perdue, éditions des AVN, Nérac, 1998, 318 p.
- Jean-Baptiste Duroselle, Politique étrangère de la France, vol. 2 : L'abîme, 1939-1945, Paris, Imprimerie nationale, 1982, 611 p. (ISBN 2-11-080786-5, présentation en ligne), [présentation en ligne]. Réédition : Jean-Baptiste Duroselle, Politique étrangère de la France : l'abîme, 1939-1944, Paris, Éditions du Seuil, coll. « Points. Histoire » (no 138), 1990, 811 p. (ISBN 2-02-012413-0).
- Albert Kammerer, Du débarquement africain au meurtre de Darlan, Flammarion, Paris, 1949.
- Marcel-Henri (Mario) Faivre, Nous avons tué Darlan – Alger 1942, Paris, La Table Ronde, 1975, 193 p. (ISBN 978-2-7103-1504-9).
- Max Lagarrigue (en), « Quelle est la contribution de l’amiral Darlan au pétainisme ? », dans 99 questions… La France sous l'Occupation, CNDP, 2008  (ISBN 978-2-86626-280-8).
- Christine Levisse-Touzet, L'Afrique du Nord dans la guerre, 1939-1945, Albin Michel, Paris, 1998.
- Philippe Masson, La Marine française et la guerre 1939-1945, éd. Tallandier, Paris, 2000, 547 p.
- Georges E. Melton, Darlan, Pygmalion, 2002  (ISBN 978-2857047919).
- Henri Michel, Vichy, année 1940, Robert Laffont, Paris, 1967.
- Henri Michel, Pétain, Laval, Darlan, trois politiques ?, 1972.
- Paul Paillole, Services Spéciaux (1935 - 1945), Robert Laffont, 1975, 567 p.
- Henri Michel, Darlan, Hachette, Paris, 1993.
- Jules Moch, Conversations avec Darlan, Paris, Plon, 1948.
- Jules Moch, Rencontres avec Darlan et Eisenhower, tome 1, Paris, Plon, 1968.
- Peter Tompkins, Le Meurtre de l'amiral Darlan, Albin Michel, 1966.
- Alfred Salinas, Les Américains en Algérie 1942-1945, L'Harmattan, 2013.
- Benoît Yvert (dir.), Premiers ministres et présidents du Conseil. Histoire et dictionnaire raisonné des chefs du gouvernement en France (1815-2007), Perrin, Paris, 2007, 916 p.
- Jean-Philippe Zanco (dir.), Dictionnaire des ministres de la marine, SPM, 2011.
- Albert-Jean Voituriez, L'assassinat de l'amiral Darlan : 24 décembre 1942, le témoignage du juge d'instruction, L'esprit du temps, Paris, 1992  (ISBN 2908206137).

### Rapports officiels d’époque des acteurs du putsch du 8 novembre 1942, à Alger
- Les Cahiers Français, La part de la Résistance Française dans les évènements d’Afrique du Nord (Rapports des chefs des groupes de volontaires qui se sont emparés d’Alger le 8 novembre 1942), Commissariat à l’Information du Comité National Français, Londres, août 1943.
- Romain Durand, De Giraud à de Gaulle : Les corps francs d'Afrique, Paris, L'Harmattan, coll. « Histoire et Perspectives Méditerranéennes », 1999, 596 p., poche (ISBN 2-7384-7485-3, lire en ligne).